# Meredith Broussard
Meredith Broussard est une développeuse, journaliste, professeure et chercheuse américaine.
Elle est l'auteure d'un ouvrage critique sur l'intelligence artificielle, Artificial Unintelligence: How Computers Misunderstand the World (en). Broussard apparait dans le documentaire Coded Bias, qui explore comment les algorithmes codent et propagent les préjugés sexistes et racistes.

## Biographie
Broussard a été rédactrice en chef au Philadelphia Inquirer et développeuse de logiciels aux Bell Labs d'AT&T et au MIT Media Lab. Broussard a publié des articles et des essais dans de nombreux médias, dont The Atlantic, Harper's Magazine et Slate Magazine. Elle est l'autrice dun ouvrage critique :  Artificial Unintelligence : How Computers Misunderstand the World.
Elle est professeure associée à l'Institut de journalisme Arthur L. Carter de l'université de New York. Ses recherches portent sur le rôle de l'intelligence artificielle dans le journalisme d'investigation.
Broussard apparait en tant qu'experte dans le documentaire Netflix de 2020, Coded Bias, qui explore comment les algorithmes codent et propagent les préjugés sexistes et racistes,,. Elle a été interviewée sur un certain nombre de sujets, dont le biais algorithmique, pour plusieurs médias, notamment The Verge, le Los Angeles Times, le New York Times et le Harvard Magazine,,. Brossard met en cause ce qu'elle appelle le « technochauvinisme », soit la croyance irraisonnée à priori en une supériorité de la technique.

## Publications
- (en) Artificial unintelligence : how computers misunderstand the world, 2018 (ISBN 978-0-262-03800-3 et 0-262-03800-5, OCLC 1002292890, lire en ligne).
- The dictionary of failed relationships : 26 tales of love gone wrong, Three Rivers Press, 2003 (ISBN 0-609-81009-X et 978-0-609-81009-5, OCLC 50906187, lire en ligne).
- Meredith Broussard, The encyclopedia of exes : 26 stories by men of love gone wrong, Three Rivers Press, 2005 (ISBN 1-4000-5423-0 et 978-1-4000-5423-7, OCLC 58432212, lire en ligne).
- (en) « The Dirty Secret About Hackathons », sur The Atlantic, 8 juillet 2015 (consulté le 30 mars 2022).

## Distinctions
- 2018 : Hacker Prize par la Society for the History of Technology (en) pour Artificial Unintelligence[8].
- 2019 : PROSE Award pour le meilleur livres en informatique et sciences de l'information décerné par l'Association of American Publishers[8].